# Archboldiodendron
Archboldiodendron là một chi thực vật có hoa trong họ Pentaphylacaceae.

## Loài
Chi Archboldiodendron gồm các loài: